# Ranunculus amplexicaulis
Ranunculus amplexicaulis es una planta  de la familia de las ranunculáceas.

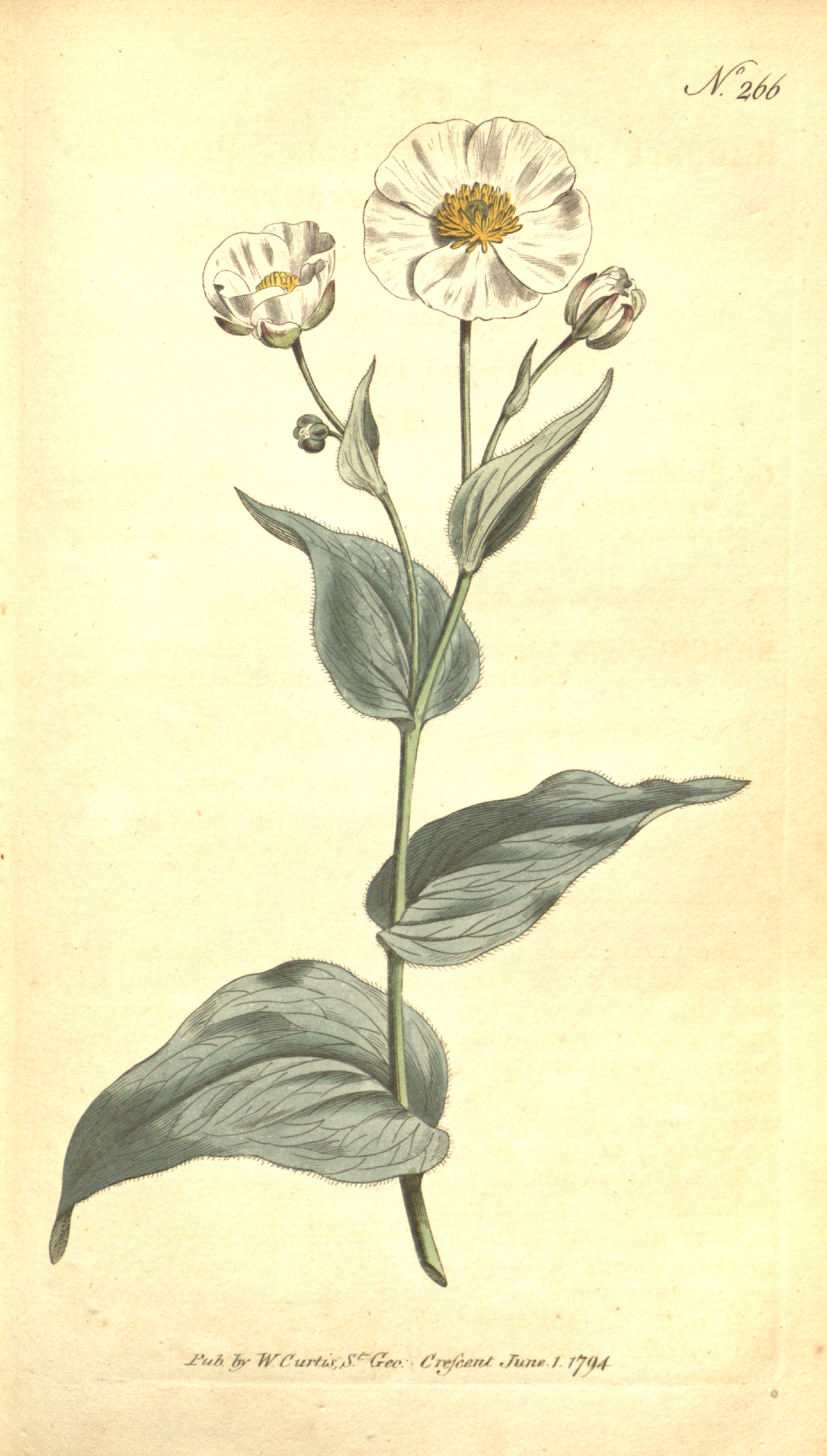
Ilustración

## Descripción
Hierba vivaz, lampiña. Hojas basales ovales o lanceoladas, puntiagudas, pecioladas; hojas caulinares sentadas, con base abrazadora. Flores blancas, de 20 mm; sépalos verdosos, lampiños, caedizos. Frutos hinchados y rugosos con pico curvado. Florece desde final de primavera y en verano.

## Distribución y hábitat
En Francia y en España se encuentra en los Pirineos, cordillera Cantábrica, sistema Ibérico septentrional y sierra de Béjar. Habita en pastizales o repisas herbosas de las montañas por encima de los 1500 m preferentemente sobre suelos ácidos. En pastos pedregosos, repisas de roquedo y ventisqueros entre 1700 y 2500 m. en el Pirineo. Florece apenas funde la nieve.

## Taxonomía
Ranunculus amplexicaulis fue descrita por Carlos Linneo y publicado en Sp. Pl. 549 1753.
Citología
Número de cromosomas de Ranunculus amplexicaulis (Fam. Ranunculaceae) y táxones infraespecíficos: 2n=16
Etimología
Ver: Ranunculus
amplexicaulis: epíteto latino que significa "con tallos entrelazados".